# Rubus cockburnianus
Rubus cockburnianus là loài thực vật có hoa trong họ Hoa hồng. Loài này được Hemsl. miêu tả khoa học đầu tiên năm 1892.